# Humberto Belli
Pour les articles homonymes, voir Belli.
Humberto Belli est un ancien ministre de l'Éducation du Nicaragua et membre du comité de rédaction de La Prensa. Il est l'auteur de Breaking Faith: The Sandinista Revolution and its Impact on Freedom and Christian Faith in Nicaragua (Rompiendo la fe; la revolución sandinista y su impacto sobre la libertad y la fe cristiana en Nicaragua, en espagnol). 
Sa sœur est l'auteur Gioconda Belli.